# سیارک ۵۰۱۲
سیارک ۵۰۱۲ (به انگلیسی: 5012 Eurymedon، نامگذاری:9507P-L) پنج هزار و دوازدهمین سیارک کشف شده‌است که در ۱۷ اکتبر ۱۹۶۰ کشف شد.
قدر مطلق سیارک برابر ۱۱٫۱۰ است.